# 梅花 (航空機)
中島 梅花
梅花の1/72模型
- 用途：攻撃機
- 分類：特殊攻撃機
- 設計者：藤井巧男（川西航空機）
- 製造者：
- 運用者： 大日本帝国（日本海軍）
- 運用状況：設計のみ

梅花（ばいか）は大日本帝国海軍が太平洋戦争中に計画した特殊攻撃機である。特攻兵器として1945年（昭和20年）7月より開発を開始したが、設計途中で終戦となった。

## 開発
既に1944年（昭和19年）には、ドイツ空軍でFi-103（V-1）を有人化して対艦攻撃に用いるFi-103Rライヒェンベルクが開発、製造されていた。大日本帝国海軍でも、敵の上陸用舟艇を攻撃する特攻滑空機を開発することとなり、川西航空機が藤井巧男技師を主務者として開発に着手していた。
その頃、東京帝国大学航空研究所では所長の中西不二夫博士らがラムジェットエンジンを開発していた。1945年（昭和20年）7月、同じ東大航空研究所の小川太一郎博士らがそのラムジェットエンジンを搭載した量産向きの特攻機の計画を提案したことが「梅花」の始まりである。
こうして設計は急ピッチで進められたが、1ヶ月後の8月15日に終戦を迎え、梅花は設計途中段階で放棄されることとなった。

## 設計
梅花の計画は、「カ10」（パルスジェット）を背負い式に装備した木金混合製の単座機で、頭部に100〜250キロ爆弾を搭載し、敵が本土に来攻してきた時に洞窟内からカタパルトで発進して体当たり攻撃を行おうというものだった。小川博士の基本計画もかなり簡易化されたものだったが、藤井によると第一技術廠が川西に示した案はさらに簡易化されており、脚、フラップがなく、大工がありきたりの工具で製作できるようにする要求だったという。
降着装置は、離陸後投棄するものとした。パルスジェットの燃料として比較的容易に手に入る松根油（600 リットル）が使用できるものだった。

## 諸元
（推算値）
- 全長： 7 m
- 全幅： 6.6 m
- 重量： 750 kg
- 全備重量： 1,430 kg
- 発動機： カ一〇 パルスジェット 推力300 kg （V-1のアルグス As 014と同等）
- 最大時速： 250ノット（463 km/h）[注釈 1]
- 航続力： 150海里（277.8 km）[注釈 1]
- 武装： 機首に250 kg爆弾[注釈 1]
- 乗員： 1 名[注釈 1]